# Olle Åkerlund
Olle Åkerlund (Gotemburgo, 29 de setembro de 1911 — Estocolmo, 4 de fevereiro de 1978) foi um velejador sueco, campeão olímpico. Ele competiu nos Jogos Olímpicos de Verão de 1932 na classe 6 Metre e conquistou a medalha de ouro a bordo do Bissbi com Tore Holm, Åke Bergqvist e Martin Hindorff. O barco pertencia a seu pai Erik, que era editor e empresário.